# Casa Josep Martí i Fàbregas
La Casa Josep Martí i Fàbregas és un edifici situat al carrer de la Portaferrissa, 17 de Barcelona, catalogat com a bé cultural d'interès local.

## Història

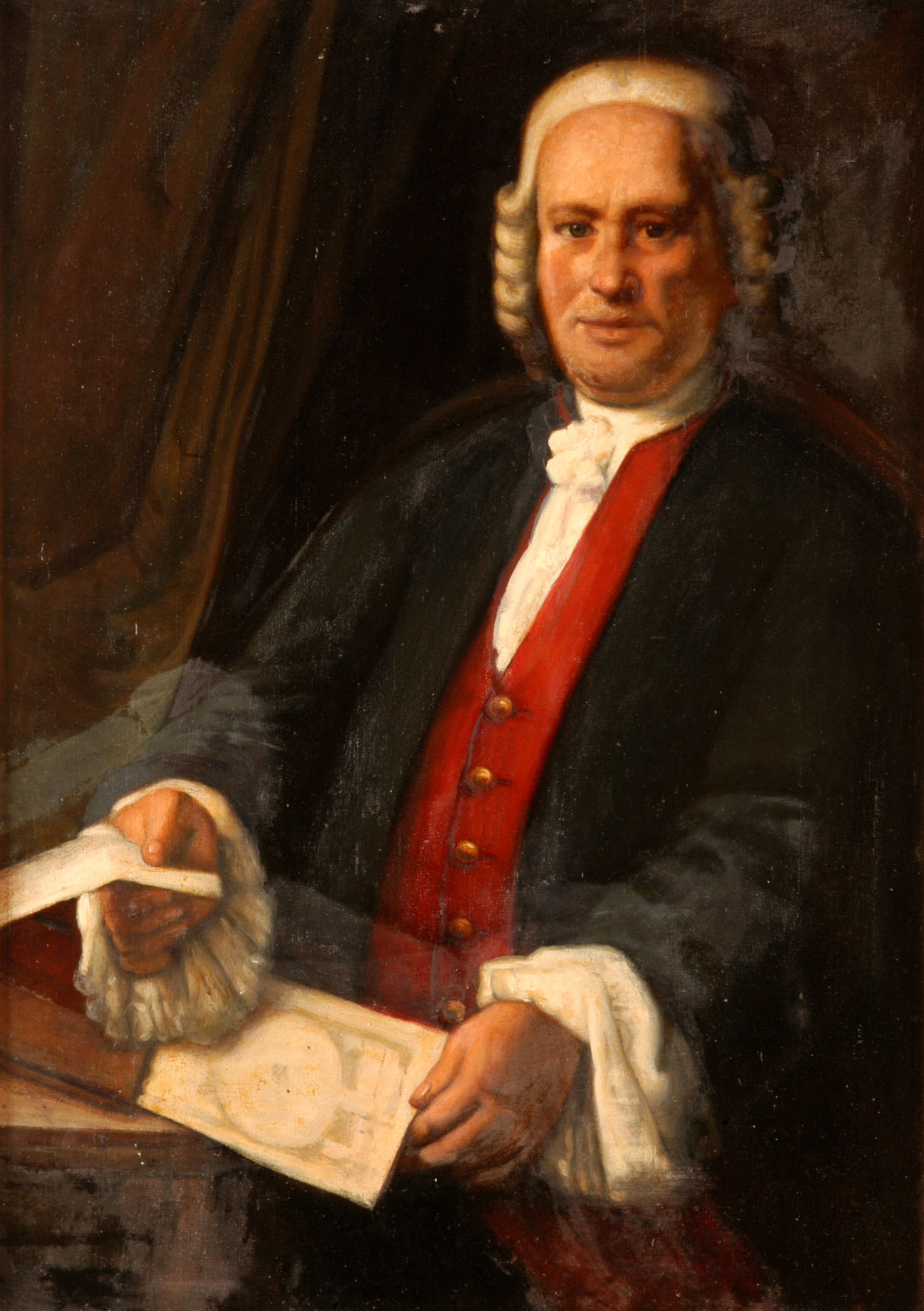
Retrat de Pere Virgili

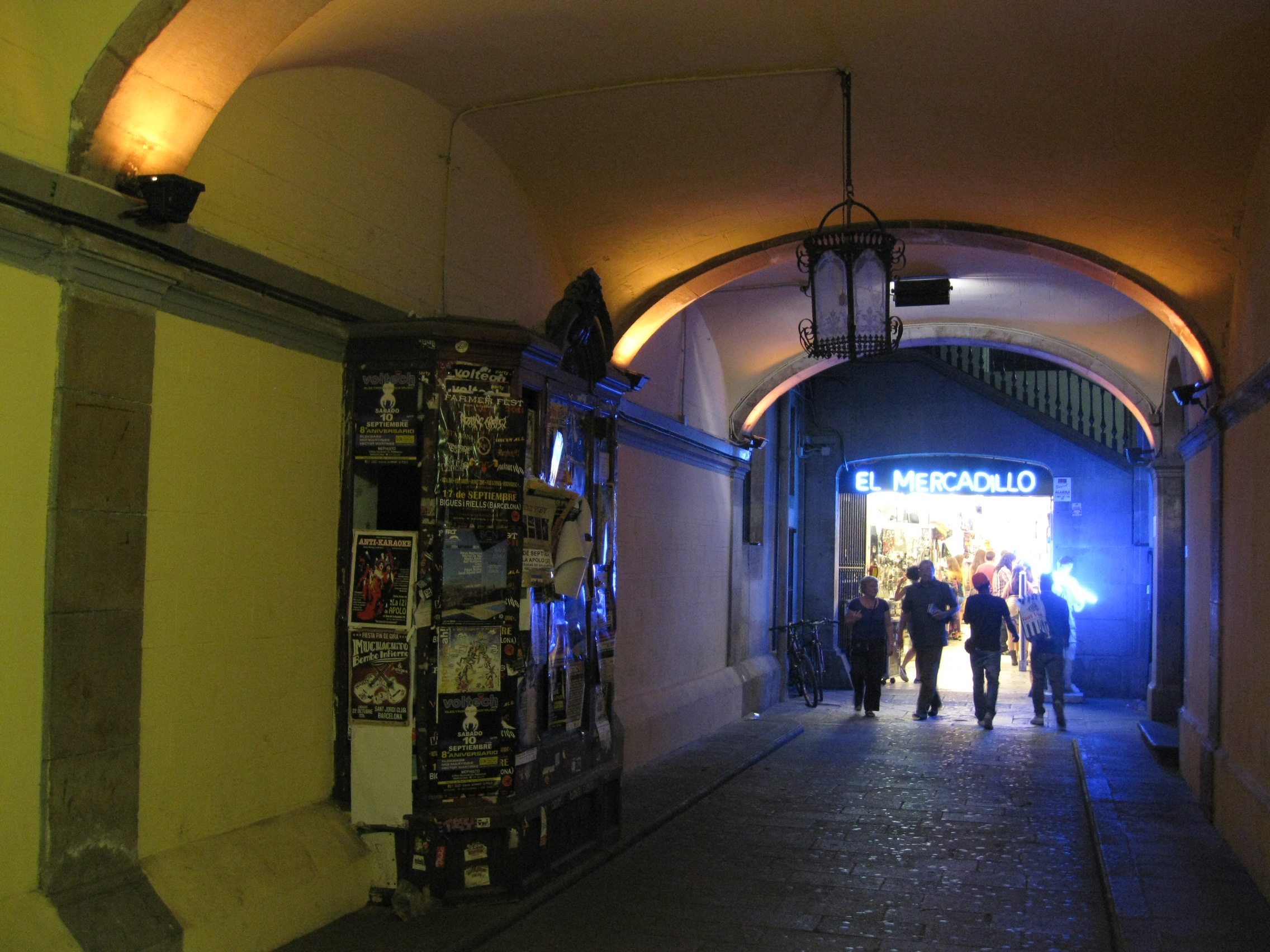
Vestíbul, amb El Mercadillo al fons

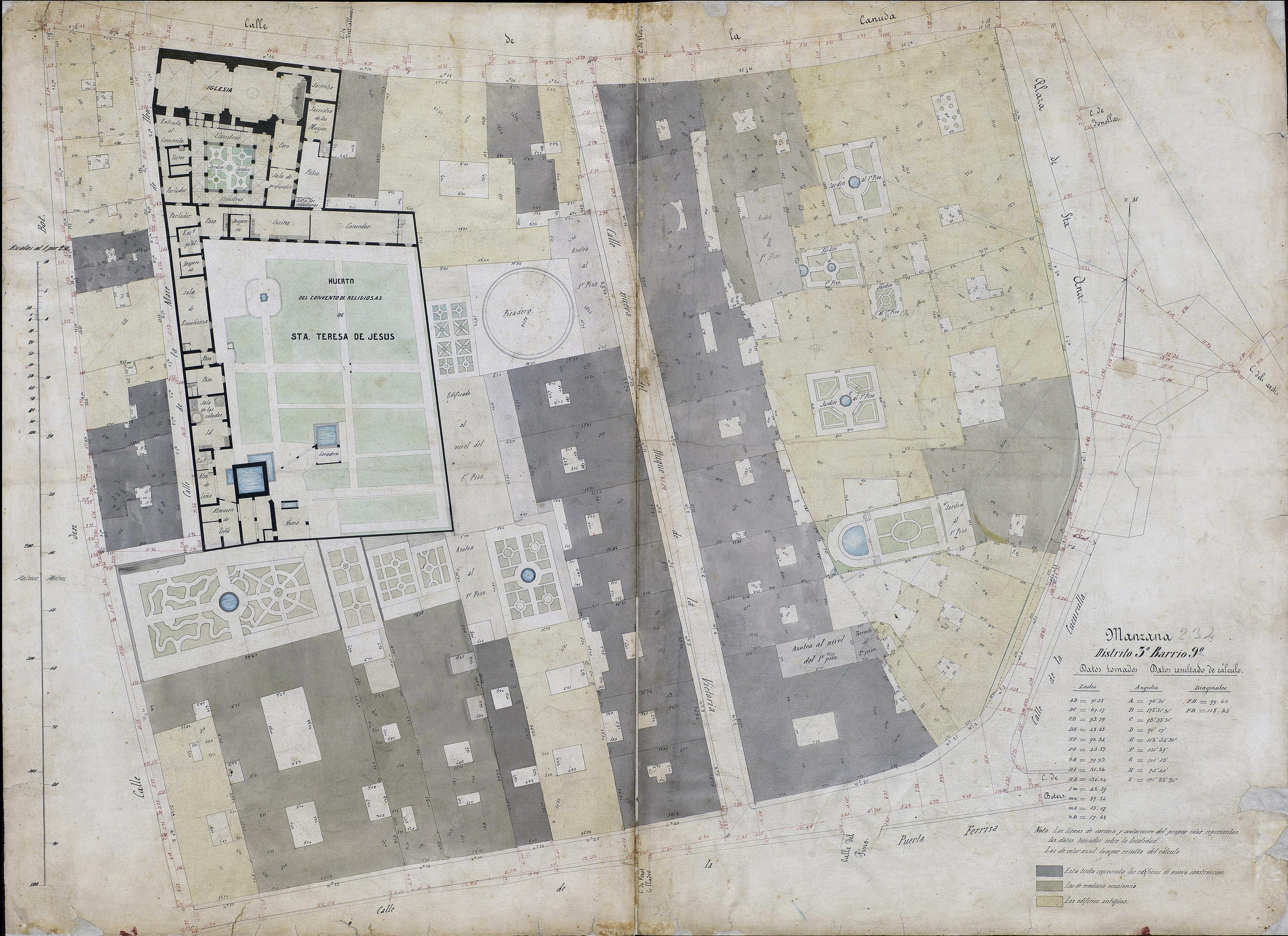
Quarteró núm. 64 de Garriga i Roca (c. 1860)

El 1764, el cirurgià Pere Virgili i Ballvé (1699-1776), director dels Reials Col·legi de Cirurgia de Barcelona i Cadis, va adquirir la finca als hereus del jurista Josep Fitor i Montsalvo per 11.600 lliures, i entre aquest any i el 1768 la va fer reedificar. A les obres hi va intervenir el vidrier Francesc Saladriga i Ferrer, que podria haver estat l'autor de les vidrieres de l'edifici del Col·legi de Cirurgia.
A més de Pere Virgili, que hi va morir el 1776, també hi vivia el seu ajudant Lorenzo Roland (1723-1790), procedent d'una família de cirurgians d'origen francès i casat amb la seva filla Francesca Virgili i Roland (1735-1782), que el 1780 va demanar permís per a obrir-hi una finestra al segon pis. El 1790, el seu fill Josep Roland i Virgili (1760-1791) va establir la propietat en emfiteusi al comerciant Francesc Riera i Vandenent. La seva filla Gaietana es va casar amb el comerciant Josep Martí i Estela, fill del botiguer de draps Francesc Xavier Martí i Serra.
El 1864, la casa va ser feta reformar per Josep Martí i Fàbregas, segons el projecte de Miquel Garriga i Roca, que hi va mantenir bona part de la façana i el pati principal, però en va canviar completament la distribució interior i hi va afegir una galeria a la part posterior. Casat amb Josepa Ballès i Rocasalbas (†1909), fou succeït pel seu fill Josep Oriol Martí i Ballès, advocat i tresorer de la Societat Econòmica Barcelonesa d'Amics del País, a més de mecenes de la revista Joventut.
El 14 de maig del 2025, l'Ajuntament de Barcelona hi va col·locar una placa commemorativa en honor a Pere Virgili.

### El Mercadillo
El 1972, els germans Pilar i Arturo Mijangos van fundar un establiment al carrer de Sant Hermenegild, 23, cantonada amb el de Balmes, inspirat en els markets de Londres i on es podien trobar productes com ara discos d'importació, camises índies, roba militar, quimonos, encens o bastonets xinesos. El 1975, van obrir una sucursal a l'antiga cotxera de la finca del carrer de la Portaferrissa, 17, i durant un temps (el 2005 va tancar en no poder assumir el cost del lloguer), també al pis principal, on hi havia una perruqueria i un restaurant.
Per a donar visibilitat al negoci, els propietaris van fer servir diversos reclams a la porta del carrer, el darrer i més famós, un dromedari de cartó pedra, procedent de Vinçon. Afectat per la crisi derivada de la COVID-19, va tancar les portes a finals d'agost del 2021.

## Descripció
Consta de planta baixa, tres pisos i teulada a una vessant. A la planta baixa s'obren tres obertures d'arc rebaixat, la central més gran, motllurada i amb la clau de volta esculpida amb un relleu decoratiu. Als pisos superiors s'obren tres portes per planta que donen a balcons individuals de ferro forjat. Les obertures són allindades i motllurades; la central de la planta noble té la llinda decorada amb un relleu mixtilini. La façana està coronada per una gran cornisa decorada amb quatre màscares grotesques.
A través de la porta central s'accedeix a un llarg vestíbul que porta a un pati amb escala. Aquest vestíbul està cobert per un seguit de trams de volta de canó separats per arcs de mig punt que reposen en pilastres. El pati té una escala coberta de dos trams amb voltes d'aresta i capitells penjats.
A la part posterior de la finca i a l'alçada del primer pis, hi ha un jardinet. La façana que hi dona és una galeria de tres pisos de ferro cobert amb vidre que, al primer pis, és de colors.